# Sonia Friedman

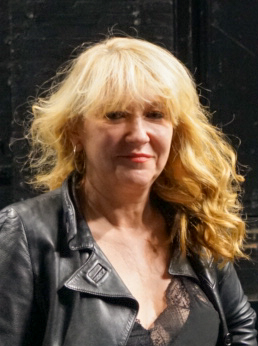

Sonia Anne Primrose Friedman (nghệ danhː Freedman; sinh tháng 4 năm 1965) là nhà sản xuất nhạc kịch ở miền Tây và nhà hát Broadway của Anh. Vào ngày 27 tháng 1 năm 2017, Friedman được chọn là Nhà sản xuất của năm tại The Stage Awards và trở thành người đầu tiên giành giải này ba lần. Bà được Tạp chí Time bình chọn là 100 nhân vật ảnh hưởng nhất trên thế giới vào năm 2018.